# فرودگاه کورشول
فرودگاه کورشول (به انگلیسی: Courchevel Airport) (به زبان بومی: Aérodrome de Courchevel) یک فرودگاه همگانی با کد یاتا CVF است که یک باند فرود آسفالت دارد و طول باند آن ٥٣٧ متر است. این فرودگاه در شهر کورشول کشور فرانسه قرار دارد و در ارتفاع ۲۰۰۸ متری از سطح دریا واقع شده‌است.